# 우동현
우동현(1996년 9월 18일 ~ )은 대한민국의 농구 선수이자, 대구 한국가스공사 페가수스 소속의 농구선수이다.

## 선수 경력
명지대학교 재학시절 드래프트를 앞둔 4학년 시절부터 스카우터들의 이목을 끌기 시작하였다. 6월 28일 충주 글로컬캠퍼스에서 열린 건국대학교와의 경기에서 3점슛 10개포함 53점을 쓸어담으면서 이목을 받기 시작하였다. 실력만으로는 1라운드 후보감이라는 평가를 받기도 하였다. 다만 작은키가 핸디캡이다.
2018-2019시즌 신인드래프트에서 백업가드자원이 필요했던 서울 SK 나이츠에 1라운드 10순위로 지명을 받았다. 11월 28일에 D리그에 출전하면서 신인들중 가장먼저 공식경기에 출장하였다.
2021 KBL 컵대회에서 팀 패배속에서도 아주 인상 깊은 활약을 보여주었다.

## 출신학교
- 강동초등학교
- 금명중학교
- 동아고등학교
- 명지대학교